# خورخي كوريا
خورخي كوريا (بالإسبانية: Jorge Correa)‏ (4 أبريل 1993 بسان ميغيل، بوينس آيرس في الأرجنتين - ) هو لاعب كرة قدم أرجنتيني في مركز الوسط. لعب مع ديفينسوريس دي بيلغرانو وفيليز سارسفيلد.

## وصلات خارجية
- خورخي كوريا على موقع قاعدة بيانات كرة القدم.إي يو (الإنجليزية)
- خورخي كوريا على موقع Soccerway.com (الإنجليزية)